# Brevipalpus conocarpi
Brevipalpus conocarpi är en spindeldjursart som beskrevs av De Leon 1961. Brevipalpus conocarpi ingår i släktet Brevipalpus och familjen Tenuipalpidae. Inga underarter finns listade.